# Ионафан (Дмитриев)
Ионафа́н (в миру Ива́н Дми́триев; 9 (21) мая 1816 — 20 января (1 февраля) 1891) — священник Русской православной церкви, игумен ставропигиального Валаамского Спасо-Преображенского мужского монастыря и духовный писатель

## Биография
Иван Дмитриев родился 9 (21) мая 1816 года в Москве в семье бедного ремесленника. Рано осиротев, учился и воспитывался в одной из ремесленных школ Императорского человеколюбивого общества.
По окончании обучения стал работать на заводах Берда и на Старочугунном механическом заводе. Дмитриев всегда был на хорошем счету у начальства; тихий, нравственный, сосредоточенный в самом себе, он усердно посещал церковь и много читал книг религиозно-нравственного содержания.

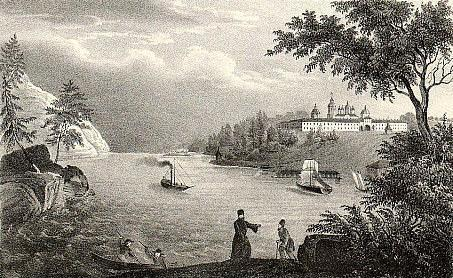
Вид Валаамского монастыря в XIX веке

В 1847 году поступил послушником в Валаамский монастырь, а 14 марта 1854 года постригся в монашество с именем Ионафан, в 1854 году рукоположен в иеродиакона и в том же году — в иеромонаха.
С 29 ноября 1859 года отец Ионафан исполнял обязанности казначея, затем во время долгой болезни игумена Дамаскина Кононова управлял монастырём, а 14 апреля 1879 года был избран братией в настоятеля монастыря.
За время своего игуменства Ионафан Дмитриев увеличил число монастырских строений, устроил в монастыре водопровод, молочную ферму, улучшил монастырское садоводство и огородничество, устроил паровые водокачальни, маслобойни, кирпичный завод с рельсовым путём к берегу, смолевой и кожевенный заводы; начал постройку в монастыре обширного каменного собора. В то же время он строго следил за нравственностью братии, за строгим исполнением монастырского устава, старался приучить братию к чтению духовных книг, пополнил и привёл в порядок монастырскую библиотеку.
Ионафан Дмитриев умер 20 января (1 февраля) 1891 года на Валааме и был похоронен на Игуменском кладбище, рядом с могилой игумена Дамаскина.